# ABN Barda
El ABN Barda fue un equipo de fútbol de Azerbaiyán que jugó en la Liga Premier de Azerbaiyán, la primera categoría nacional.

## Historia
Fue fundado en el año 1992 en la ciudad de Bardá con el nombre Pambıqçı, y en su historia tuvo varios cambios de nombre:
- 1992-1997: Pambıqçı
- 1997-2004: Qarabağ
- 2005-2010: ABN Barda

Fue uno de los equipos fundadores de la Liga Premier de Azerbaiyán en 1992, pero también fue uno de los primeros equipos descendidos de la liga. En 2007 regresaría a jugar en la gracias a la AFFA, pero descendería de categoría.
Llegó a jugar dos temporadas en la Liga Premier de Azerbaiyán, en la que ganó tres partidos, empató 8 y perdió 41, anotó 22 goles y recibió 121. Su mejor participación en la Copa de Azerbaiyán fue en la temporada 2007/08 donde alcanzó la ronda de octavos de final.